# Mauritz Fredric Wrangel
Mauritz Fredric Wrangel (af Lindeberg), född 1641, död 1715, var en svensk friherre och militär.

## Biografi
Mauritz Fredric Wrangel var son till generalmajor friherre Johan Mauritz Wrangel och Anna Bååt. Han blev student vid Uppsala universitet 1657 och var 1666 och 1667 vid Utrechts universitet. Wrangel blev 1670 kornett vid Otto Wilhelm von Königsmarcks regemente i fransk tjänst, senare löjtnant och ryttmästare 1672. Han deltog med den svenska armén under kampanjerna i Skåne 1678–1679. Han gick därefter i österrikisk tjänst och deltog i Wiens försvar mot turkarna 1683. Wrangel blev major vid hertigens av Sachsen-Gotha kavalleriregemente i engelsk-nederländsk tjänst 1689 och överste där 1691, samt tog avsked från tjänsten 1695. Samma år blev han överstelöjtnant vid Åbo och Björneborgs läns kavalleriregemente och var 1701–1702 överste och chef för Karelska kavalleriregementet. Wrangel tog därefter avsked på grund av sjukdom.